# Rouilly-Sacey
Rouilly-Sacey település Franciaországban, Aube megyében. Lakosainak száma 388 fő (2022. január 1.). Rouilly-Sacey Assencières, Bouy-Luxembourg, Dosches, Géraudot, Mesnil-Sellières, Onjon és Piney községekkel határos.

## Népesség
A település népessége az elmúlt években az alábbi módon változott:
| Lakosok száma | 254  | 361  | 342  | 331  | 386  | 387  | 386  | 388  | 389  | 388  |
|               | 1968 | 1982 | 1990 | 2006 | 2013 | 2015 | 2017 | 2019 | 2020 | 2022 |